# The Silent Enigma
Albums de Anathema
Pentecost III
(1995) Eternity
(1996)
The Silent Enigma est le deuxième album du groupe anglais Anathema, publié le 23 octobre 1995, par Peaceville Records.
Il est le premier album du groupe avec Vincent Cavanagh au chant, Darren White l'ayant quitté après la sortie de l'EP Pentecost III.

## Liste des chansons
Toute la musique est composée par Anathema.
| No | Titre              | Durée |
| -- | ------------------ | ----- |
| 1. | Restless Oblivion  | 8:03  |
| 2. | Shroud of Frost    | 7:31  |
| 3. | ...Alone           | 4:21  |
| 4. | Sunset of the Age  | 6:57  |
| 5. | Nocturnal Emission | 4:20  |
| 6. | Cerulean Twilight  | 7:05  |
| 7. | The Silent Enigma  | 4:25  |
| 8. | A Dying Wish       | 8:11  |
| 9. | Black Orchid       | 3:40  |